# Summer Lee
Summer Lynn Lee (Pittsburgh, 26 november 1987) is een Amerikaans politicus. Ze zetelde van 2019 tot 2022 in het lagerhuis van Pennsylvania en nam begin 2023 plaats in het federale Huis van Afgevaardigden namens het 12e congresdistrict van Pennsylvania. Lee was de eerste zwarte vrouw uit het zuidwesten van Pennsylvania in het deelstaatparlement. Ze is een voormalig lid van de Democratic Socialists of America en zetelt in het Congres als Democraat. Lee studeerde rechten aan Howard-universiteit.
- Biographical Directory of the United States Congress: L000602